# 池田一真 (映像ディレクター)
池田 一真（いけだ かずま、1979年 - ）は、日本の映像ディレクター。P.I.C.S.所属。

## 略歴
学生の頃よりMV、TV CM等で様々な映像作品を制作。卒業後はCGプロダクションを経てフリーランス。企画、演出、モーショングラフィックス、3DCGまでをトータルに行っている。
2021年10月29日、自身が担当したミュージック・ビデオである櫻坂46の『流れ弾』がMTV VMAJ 2021の最優秀邦楽新人アーティストビデオ賞を受賞した。

## 作品

### ミュージックビデオ
IZ*ONE
- 好きと言わせたい

天月-あまつき-
- Hello, My story

板野友美
- Clone

WEST.
- FICTION
- FATE

宇野実彩子
- LOST

AKB48グループ
- AKB48
  - 歌いたい
- SKE48
  - カナリアシンドローム
- ニャーKB with ツチノコパンダ
  - アイドルはウーニャニャの件

Creepy Nuts
- スポットライト
- 2way nice guy
- Mirage

クロちゃんバンド feat. 7ORDER
- AもBも

ゲスの極み乙女。
- 人生の針
- シアラ

斉藤和義
- ウサギとカメ

坂道シリーズ
- 乃木坂46
  - 制服のマネキン
  - 扇風機
  - 孤独兄弟
  - シンクロニシティ
  - Sing Out!
  - しあわせの保護色
  - 最後のTight Hug
  - Monopoly
- 欅坂46
  - サイレントマジョリティー
  - 世界には愛しかない
  - 大人は信じてくれない
  - W-KEYAKIZAKAの詩
  - エキセントリック
  - W-KEYAKIZAKAの詩<32人ver.>
  - 月曜日の朝、スカートを切られた
  - Student Dance
- 櫻坂46
  - 流れ弾
  - 摩擦係数
  - 静寂の暴力
  - 隙間風よ
  - 何度 LOVE SONGの歌詞を読み返しただろう
  - 自業自得
  - UDAGAWA GENERATION
- 日向坂46
  - JOYFUL LOVE
  - ときめき草
  - こんなに好きになっちゃっていいの?
- 吉本坂46
  - 君の唇を離さない
  - 今夜はええやん
  - STRAY SHEEP

THE BAWDIES
- LEMONADE

The BONEZ
- Ray

(((さらうんど)))
- 夜のライン

Salley
- あたしをみつけて

荘野ジュリ
- 金魚の私

私立恵比寿中学
- ジャンプ
- Sweet of Sweet ～君に届くまで～

スキマスイッチ
- 晴ときどき曇

スプツニ子!
- ムーンウォーク☆マシン、セレナの一歩

Spontania
- HANABI

SEKAI NO OWARI
- イルミネーション

SxOxU　
- Don't be alone

Def Tech
- KONOMAMA

AAA
- DEJAVU

≠ME
- P.I.C.
- 天使は何処へ

HOWL BE QUIET
- MONSTER WORLD（Dirty Ver.）
- MONSTER WORLD（Clean Ver.）
- Wake We Up
- ギブアンドテイク

HIFANA
- WAKE UP FEAT. 鎮座 DOPENESS

B'z
- イルミネーション

BLUE ENCOUNT
- コンパス

FRONTIER BACKYARD
- Putting on BGM's

星野源
- ギャグ

POLYSICS
- コンピューターおばあちゃん

WHITE SCORPION
- 眼差しSniper

マカロニえんぴつ　
- 裸の旅人

松本素生
- Don't want to be alone

MAN WITH A MISSION
- Mash UP the DJ！
- The Anthem

宮本浩次
- 浮世小路のblues

ゆず
- LAND
- ヒカレ
- ポケット

矢沢永吉
- 愛しているなら

横山ルリカ
- メガラバ

livetune adding 中島愛
- Transfer

ラストアイドル
- 青春トレイン

RADWIMPS
- 大丈夫

L'Arc〜en〜Ciel
- Wings Flap

RIP SLYME
- POPCORN NANCY

RUANN
- LOVE & HOPE

ROCKKEN
- SADISTIC

### モーショングラフィックス
- 電気グルーヴ - 「モノノケダンス」「Cafe de 鬼〜顔と科学〜」「Mr. Empty」
- 電気グルーヴ & スチャダラパー - 「twilight」
- Dragon Ash - 「callin'」
- ゆらゆら帝国 - 「美しい」

### CM
- Levi's 501 UNBUTTONED. Campaign「UNBUTTONED LINK」Web Movie
- Levi's 09 Spring Products Journey to South Campaign Movie
- mandom LUCIDO-L Web Movie
- CITI CARD イタレリー＆ツクセリー Web CM
- MTV meetalk with NEW NISSAN cube「JUJU」「チャットモンチー」篇 TV-CM
- ソニー・エリクソン・モバイルコミュニケーションズ BRAVIA Phone S005「Life Style」篇
- ホールズ × ラブプラスキャンペーン デジタルサイネージ
- マイルドセブン インパクトワン 100 VP
- パナソニック 「Smart VIERA」Web Movie
- TOYOTA エスティマ HYBRID「プレミアムエディション」TVCM
- TOYOTA エスティマ「ドリームリレー・ムービー episode5」WEB MOVIE
- 江崎グリコ Web Movie「グリコ クリスプコンサート」
- サントリー Web Movie「集中エクストリーム・メヌエット」
- TOOT Web Movie「ベスポジ耐久実験」
- 三国天武〜本格戦略バトル〜「貂蝉先生 / 牛」篇 Web Movie
- ANAダイナミックパッケージ / 「旅のワガママ」篇[3]
- KIRIN 氷結 NON ANGEL「I'm PREMIUM」
- KIRIN 氷結 おでんパ組「ODEN-PA」
- DENSO TV-CM「Crafting the Core」
- DENSO ブランドムービー 「On the Road」
- クロレッツ -PINK REVOLUTION- Web Movie
- CR 北斗の拳 百裂「救世主」「乱世」篇 TV-CM
- 宝酒造 知真剣「おいしい水割りの作り方」VP
- ユニリーバ・ジャパン mod's hair「夏のアップスタイルの秘密」店頭用映像
- LIVE for YOU docomo WITH SUPPORT FROM google [4]
- アース製薬 ブラックキャップ「キャップダンス篇」
- ヤクルトレディ「ミュージカル」篇
- キリン メッツ「超ラジオ体操 第一」
- 千両香港「千両の初め」 TVCM
- Netflix 「人間まるだし。」TVCM
- ミスタードーナツ「misdo meets PIERRE MARCOLINI」TVCM

### その他
- NHK「世界を青く！」告知 SPOT
- NHK「第68回NHK紅白歌合戦」グランドオープニング
- テレビ東京 ドラマ / 清水の次郎長維新伝「ジロチョー」 番組 Opening
- テレビ朝日「いつみても波乱万丈」番組 Opening
- WOWOW 華流スペシャル 番組 Opening
- Benesse 英語教材用 Movie
- TVアニメ「サーバント×サービス」オープニング
- TVアニメ「ヒーローバンク」エンディング
- ゆず LIVE DVD/Blu-ray「LIVE FILMS 新世界」+ステージ映像
- 椎名林檎 × 斎藤ネコ 平成風俗 大吟醸 DVD「錯乱 TERRA ver.」
- SAKEROCK アルバムの予告
- Microsoft Xbox 東京ゲームショウ Image Movie
- 8K “SQUARE UNIVERSE”
- 8K WASHOKU EXHIBITION “cosmo”
- 国際石油開発帝石（INPEX）「INPEX MUSEUM」映像
- ハウステンボス「ナイトメア・ラボ」
- 関根勤の妄想力 東へ
- Canon EXPO 2015
- SEIKO 世界時計「Seiko Space Eye」
- 8K/HDRオリジナル作品「LUNA」[5]
- 広島県呉市PR動画「呉ー市ー GONNA 呉ー市ー」[6]
- 乃木坂46 個人PV 柏幸奈×池田一真「制服のマネキン」
- 乃木坂46 個人PV 能條愛未×池田一真「レバーこわい」
- 乃木坂46 ペアPV 白石麻衣＆橋本奈々未「孤独兄弟 Legend」
- 乃木坂46 個人PV 伊藤純奈「もうひとりいる」
- テレビ朝日「クレヨンしんちゃん」オープニング映像監督
- Pococha × ヤマハ みんなの演奏会スペシャルムービー